# Bayers
Bayers korábbi község Franciaországban, Charente megyében. Lakosainak száma 117 fő (2017. január 1.). Bayers Aunac, Chenommet, Chenon, Fontenille, Lonnes és Moutonneau községekkel határos.
2017. január 1-jén Aunac és Chenommet korábbi községgel egyesült és az így létrejött Aunac-sur-Charente új község része lett.

## Népesség
A település népességének változása:
| Lakosok száma | 156  | 153  | 149  | 156  | 129  | 128  | 137  | 125  | 119  | 117  |
|               | 1968 | 1975 | 1982 | 1990 | 1999 | 2008 | 2011 | 2013 | 2015 | 2017 |